# 피어싱

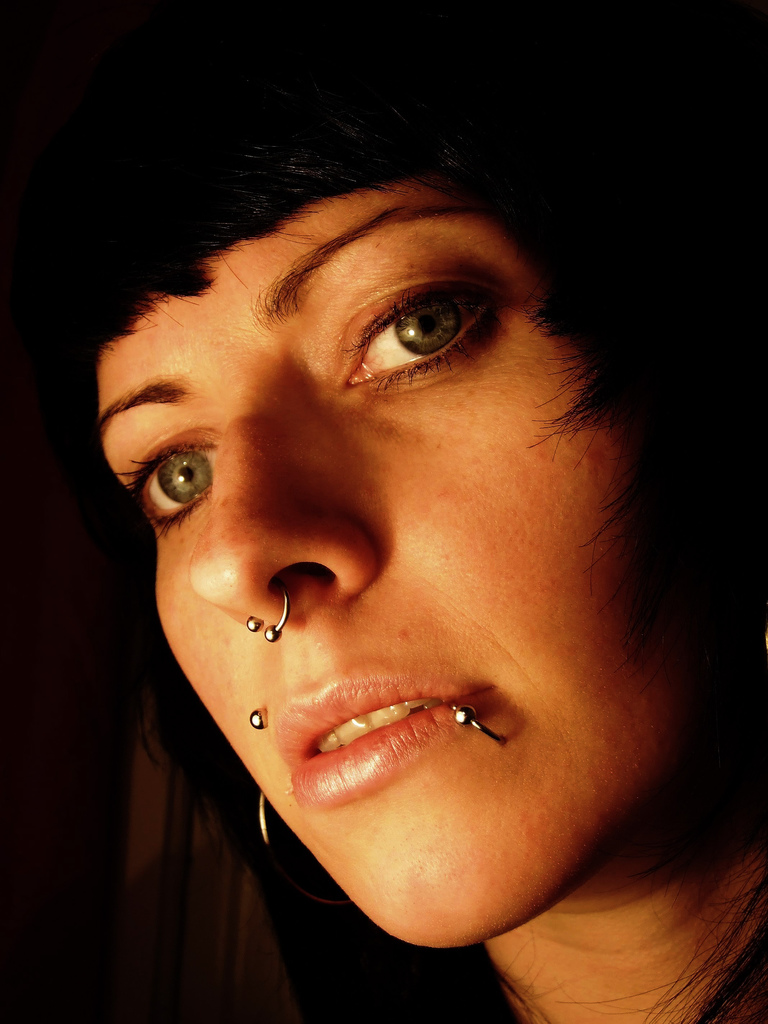

피어싱(Piercing)은 장신구 등을 신체에 통과시켜 아름다움을 추구하는 예술이다. 신체 변형의 한 형태인 바디 피어싱은 인체의 일부에 구멍을 뚫거나 절단하여 장신구를 착용하거나 임플란트를 삽입할 수 있는 구멍을 만드는 행위이다. 피어싱이라는 단어는 신체 피어싱 행위나 행위를 의미할 수도 있고, 이 행위나 행위로 인해 신체에 구멍이 생긴 것을 의미할 수도 있다. 또한 환유를 통해 결과적으로 생긴 장식이나 사용된 장식용 장신구를 지칭할 수도 있다. 피어싱 임플란트는 신체 및 피부의 외관(예: 피하, 백금, 티타늄 또는 의료용 강철 피하 임플란트에 설치된 금실)을 바꾼다. 비록 바디 피어싱의 역사가 대중적인 잘못된 정보와 학문적 참고 자료의 부족으로 인해 모호해졌지만, 고대부터 전 세계적으로 다양한 성별에 의해 다양한 형태로 피어싱이 실시되어 왔다는 것을 입증하는 충분한 증거가 있다. 바디 피어싱은 모든 연령대의 사람들이 할 수 있지만 대부분의 미성년자는 귓불 피어싱만 허용된다.
귀 피어싱과 코 피어싱은 특히 널리 퍼져 있으며 역사적 기록과 부장품에 잘 나타나 있다. 지금까지 발견된 가장 오래된 미라 유적에는 귀걸이가 달려 있었는데, 이는 5,000년 이상 전에 이러한 관습이 존재했음을 증명한다. 코 피어싱은 기원전 1500년까지 거슬러 올라간다. 이러한 유형의 피어싱은 전 세계적으로 문서화되어 있으며 입술과 혀 피어싱은 역사적으로 아프리카 문화 등에서 발견되었지만 실제로는 중동에서 왔다. 젖꼭지 피어싱과 생식기 피어싱은 다양한 문화권에서 시행되었으며, 젖꼭지 피어싱은 적어도 고대 로마까지 거슬러 올라가며 생식기 피어싱은 고대 인도에서 서기 320년에서 550년경에 기술되어 있다. 배꼽 피어싱의 역사는 덜 명확하다. 바디 피어싱 관행은 서구 문화에서 흥망성쇠를 겪었지만 제2차 세계대전 이후 인기가 높아지면서 1970년대에 귀 이외의 부위가 하위문화적 인기를 얻었고 1990년대에 주류로 확산되었다.
피어싱을 하는 이유와 피어싱을 하지 않는 이유는 다양하다. 어떤 사람들은 종교적 또는 영적인 이유로 피어싱을 하는 반면, 다른 사람들은 자기 표현, 미학적 가치, 성적 즐거움, 문화에 순응하기 위해, 또는 그것에 저항하기 위해 피어싱을 한다. 일부 피어싱 형태는 여전히 논란의 여지가 있으며, 특히 청소년에게 적용할 경우 더욱 그렇다. 피어싱의 전시나 배치는 학교, 고용주, 종교 단체에 의해 제한되었다. 논란에도 불구하고 일부 사람들은 극단적인 형태의 신체 피어싱을 시도했으며, 기네스는 수백, 심지어 수천 번의 영구 피어싱과 임시 피어싱을 한 개인에게 세계 기록을 부여했다.
현대 바디 피어싱 관행에서는 안전한 바디 피어싱 재료의 사용을 강조하며, 해당 목적을 위해 개발된 특수 도구를 자주 활용한다. 바디 피어싱은 알레르기 반응, 감염, 과도한 흉터, 예상치 못한 신체 부상 등의 위험이 따르는 침습적 시술이지만, 심각한 문제가 발생할 가능성을 최소화하기 위해 위생적인 피어싱 시술과 세심한 사후 관리 등의 예방 조치가 강조된다. 바디 피어싱에 필요한 치유 시간은 생식기 피어싱의 경우 짧게는 한 달에서 배꼽의 경우 최대 2년까지 위치에 따라 크게 달라질 수 있다. 일부 피어싱은 더 복잡하여 거부로 이어질 수 있다.

## 같이 보기
- 신체 개조
- 성기 피어싱